# Кулик, Сергей Леонидович
Сергей Леонидович Кулик — украинский государственный деятель, начальник Управления государственной охраны Украины (с 9 февраля 2012 года).

## Биография
Родился 30 марта 1964 года в Константиновке Донецкой области. В 1985 году окончил Ленинградское высшее военно-политическое училище противовоздушной обороны.
- С 1981 — служба в Вооруженных силах
- 1985—1994 — служба в войсках ПВО СССР и Украины
- 1994—2009 — на оперативной, кадровой и руководящей работе в СБУ
- С 2009 — заместитель начальника Управления государственной охраны Украины
- С мая 2011 — начальник управления кадров Службы внешней разведки Украины
- С 9 февраля 2012 года — начальник Управления государственной охраны Украины.
- 24 августа 2012 года присвоено воинское звание генерал-лейтенант[1].
- 15 января 2014 года присвоено воинское звание генерал-полковник[2].